# Collegio uninominale Campania - 08
Il collegio elettorale uninominale Campania - 08 è stato un collegio elettorale uninominale della Repubblica Italiana per l'elezione del Senato tra il 2017 ed il 2022.

## Territorio
Come previsto dalla legge elettorale italiana del 2017, il collegio era stato definito tramite decreto legislativo all'interno della circoscrizione Campania.
Era formato da parte del territorio del comune di Napoli: le circoscrizioni Avvocata, Bagnoli, Chiaia, Chiaiano, Fuorigrotta, Mercato, Montecalvario, Pendino, Pianura, Porto, Posillipo, San Ferdinando, San Giuseppe, San Lorenzo, Soccavo e Stella.
Il collegio era parte del collegio plurinominale Campania - 02.

## Eletti
| Elezione | Elezione | Senatore     | Partito                |
| -------- | -------- | ------------ | ---------------------- |
|          | 2018     | Paola Nugnes | Movimento 5 Stelle     |
|          | 2021     | Paola Nugnes | Sinistra Italiana      |
|          | 2022     | Paola Nugnes | Rifondazione Comunista |

## Dati elettorali

### XVIII legislatura
Come previsto dalla legge elettorale, 116 senatori erano eletti con sistema a maggioranza relativa in altrettanti collegi uninominali a turno unico.
| Candidati              | Candidati              | Voti    | %     | Liste                           | Voti    | %     |
| ---------------------- | ---------------------- | ------- | ----- | ------------------------------- | ------- | ----- |
|                        | Paola Nugnes ✔️ Eletto | 94 134  | 49,04 | Movimento 5 Stelle              | 94 134  | 49,04 |
|                        | Angela Russo           | 46 594  | 24,27 | Forza Italia                    | 33 535  | 17,47 |
| Fratelli d'Italia      | Angela Russo           | 46 594  | 24,27 | 6 261                           | 3,26    |       |
| Lega                   | Angela Russo           | 46 594  | 24,27 | 5 496                           | 2,86    |       |
| Noi con l'Italia - UDC | Angela Russo           | 46 594  | 24,27 | 1 302                           | 0,68    |       |
|                        | Antonio Marciano       | 35 119  | 18,30 | Partito Democratico             | 29 652  | 15,45 |
| +Europa                | Antonio Marciano       | 35 119  | 18,30 | 4 082                           | 2,13    |       |
| Italia Europa Insieme  | Antonio Marciano       | 35 119  | 18,30 | 738                             | 0,38    |       |
| Civica Popolare        | Antonio Marciano       | 35 119  | 18,30 | 647                             | 0,34    |       |
|                        | Carmine Maturo         | 6 865   | 3,58  | Liberi e Uguali                 | 6 865   | 3,58  |
|                        | Michele Franco         | 5 881   | 3,06  | Potere al Popolo!               | 5 881   | 3,06  |
|                        | Francesca De Sancris   | 1 401   | 0,73  | Il Popolo della Famiglia        | 1 401   | 0,73  |
|                        | Vincenzo Schiavo       | 948     | 0,49  | CasaPound                       | 948     | 0,49  |
|                        | Alessandro D'Esposito  | 512     | 0,27  | Italia agli Italiani            | 512     | 0,27  |
|                        | Massimiliana Piro      | 286     | 0,15  | Per una Sinistra Rivoluzionaria | 286     | 0,15  |
|                        | Antonietta Moscarella  | 210     | 0,11  | PRI - ALA                       | 210     | 0,11  |
| Totale                 | Totale                 | 191 950 | 100   |                                 | 191 950 | 100   |
|                        |                        |         |       |                                 |         |       |
| Voti non validi        | Voti non validi        | 4 407   | 2,24  |                                 |         |       |
| Votanti                | Votanti                | 196 357 | 59,74 |                                 |         |       |
| Elettori               | Elettori               | 328 679 |       |                                 |         |       |